# Tetrao urogallus cantabricus
El urogallo cantábrico (Tetrao urogallus cantabricus) es una subespecie del urogallo occidental (Tetrao urogallus), un ave galliforme de la familia Phasianidae endémica de los montes Cantábricos. Actualmente las poblaciones están restringidas a las zonas montañosas de Asturias, algunas zonas del norte de Castilla y León (especialmente en la provincia de León) y a áreas de montaña del occidente de Cantabria. En Galicia ocupaba la comarca de Los Ancares (Lugo), pero no hay constancias de cantaderos ocupados desde el año 2005.

## Descripción
El urogallo es un galliforme de gran tamaño, de 80 a 115 cm de envergadura, la hembra es de menor tamaño que el macho. Se caracteriza por tener un plumaje gris oscuro con irisaciones negruzcas alrededor de la cabeza y el cuello. Presenta una cola larga redondeada, un pico de color marfil blanco y una mancha rojiza encima del ojo.  

## Distribución y hábitat
El urogallo cantábrico estuvo distribuido a lo largo de toda la cordillera Cantábrica desde el norte de Portugal a través de Galicia, Asturias y León, hasta Cantabria, en el norte de España (UICN Redbook de 1979, p. 1). Actualmente su área de distribución se restringe a la cordillera Cantábrica, en el noroeste de España. La subespecie habita en un área de 1700 km², y su área de distribución está separada de su vecino más cercano, la subespecie de urogallo (Tetrao urogallus aquitanicus) que habita en los Pirineos por una distancia de más de 300 km (Quevedo et al. 2006b, p. 268). No se conoce con exactitud el momento la desconexión de la población cantábrica de la pirenaica, pero probablemente no antes del siglo XVIII. En tiempos recientes, hasta fines del siglo XIX la especie ocupaba un amplio rango, al menos desde el Este de Cantabria, Obarenes y las sierras de La Rioja. 
Al contrario de la creencia general y de cierto sector académico, el factor determinante para el urogallo cantábrico es la estructura, y no la especie de árbol, de su hábitat. Por tanto y ante la extinción antrópica de los pinares cantábricos, ha debido adaptarse, desde la Edad Media a los bosques caducifolios, claramente subóptimos y que han mantenido a la especie en un tenso equilibrio. La baja altura relativa de su hábitat sobre el nivel del mar, el carácter hiperhúmedo atlántico y la orientación norte no favorecen a la especie. Estos factores fueron contrarrestados por una fortísima intervención humana sobre su hábitat que permitía mantener en bosques caducifolios la peculiar estructura de hábitat que precisa. 
El urogallo cantábrico es una especie muy polivalente y se localiza en hayedos (Fagus sylvatica) con una estructura muy específica, bosques mixtos de hayas y robles (Quercus robur, Q. petraea y Q. pyrenaica), en abedulares (Betula alba) y en masas naturales de pino silvestre y de reforestación de coníferas, en zonas montañosas que van desde los 800 hasta los 1800 m s. n. m. (metros sobre el nivel del mar). También utiliza otros tipos de microhábitat arbustivos, retama (Genista spp..), brezo (Erica spp.) y zonas de pradera. De forma selectiva se alimenta a lo largo del año de brotes de haya, amentos de abedul (B. alba) y hojas de acebo (Ilex aquifolium) (Quevedo et al. 2006b, p. 271). También se alimenta de arándano (Vaccinium myrtillus), que es un componente de consumo habitual de su dieta (Rodríguez y Obeso 2000, en Pollo et al. 2005, p. 398).

### Pérdida, fragmentación y degradación del hábitat
Mientras que en otros países europeos se gestiona activamente las formaciones forestales para favorecer a la especie, con buenos resultados; en España persiste una controversia entre algunos expertos partidarios de la no intervención sobre hábitats con urogallos cantábricos que llevan siglos siendo modificados por las comunidades rurales. 
Tradicionalmente el pastoreo, la roza y el aclareo hechos por los pastores y ganaderos cantábricos han contribuido al manejo y persistencia de un hábitat favorable para la especie. Y esto, a pesar de ser atípicas las formaciones forestales de caducas sobre las que la especie se presenta, debido principalmente a erradicación sistemática por la acción humana de las masas naturales de coníferas de la cordillera Cantábrica.   
Numerosos factores limitan la dinámica de la población del urogallo en toda su área de distribución, incluida la degradación, la pérdida y la fragmentación del hábitat (Storch, 2000, p. 83; 2007, p. 96). La estructura forestal desempeña un papel importante en la determinación de la idoneidad del hábitat y su ocupación. Quevedo et al. (2006b, p. 274) encontró que la estructura del bosque abierto con arbustos de arándano bien distribuidos eran el tipo de hábitat preferido por el urogallo cantábrico. La gestión de los recursos forestales para la producción de madera ha provocado y sigue provocando cambios significativos en la estructura del bosque, tales como: la composición de especies, la densidad y la altura de los árboles, el tamaño de la mancha de bosque y la vegetación del sotobosque (Pollo et al. 2005, p. 406). El área de distribución histórica ocupada por esta subespecie (3500 km²) ha disminuido en más del 50 % (Quevedo et al. 2006b, p. 268). El área de distribución actual está muy fragmentado, con escasa cubierta forestal del hábitat (22 % del paisaje) y la mayoría de los hábitat adecuados son pequeñas manchas de menos de 10 ha de tamaño (García et al. 2005, p. 34). Parches de hábitat de buena calidad son escasos y discontinuos, sobre todo en las partes centrales de la distribución (Quevedo et al. 2006b, p. 269), y los cantaderos en los parches más pequeños de los bosques han sido abandonados durante las últimas décadas. Los cantaderos que permanecen ocupados se encuentran en la actualidad más lejos de los bordes de los bosques que los cantaderos ocupados en la década de 1980 (Quevedo et al. 2006b, p. 271).
Basado en los datos de los censos de población, los fragmentos de bosque que contienen cantaderos ocupados en 2000 fueron significativamente mayores que los fragmentos que tenían cantaderos en la década de 1980, que desde entonces han sido abandonados (Quevedo et al. 2006b, p. 271). Los fragmentos de bosque de los que el urogallo cantábrico ha desaparecido desde la década de 1980 son de pequeño tamaño y los manchas más aisladas de otras. Además, el urogallo cantábrico ha desaparecido de los parches de bosque más cercanos al borde del área de distribución, tanto en las subpoblación oriental como en la occidental de la ladera sur de la cordillera Cantábrica, lo que sugiere que la fragmentación forestal desempeña un papel importante en la dinámica poblacional de esta subespecie (Quevedo et al. 2006b, p. 271). Investigaciones llevadas a cabo en otras subespecies de urogallo indican que el tamaño de los parches de bosque se correlaciona con el número de machos que se reúnen en un cantadero para exhibirse, y que por debajo de un cierto tamaño de las parcelas forestales, los cantaderos son abandonados (Quevedo et al. 2006b, p. 273 ). En los paisajes altamente fragmentados, los parches de bosque están incrustados en una matriz de otros hábitats, y los habitantes de los bosques como el urogallo se enfrentan frecuentemente con áreas abiertas dentro de su ámbito de campeo. Quevedo et al. (2006a, p. 197) desarrolló un modelo de idoneidad del hábitat para el urogallo que evaluó la relación entre el tamaño de parches de bosques y la ocupación, este autor determinó que la subespecie aún permanece en unidades de hábitat donde los índices utilizados muestran que el hábitat se encuentra por debajo de la idoneidad de los valores de corte de los dos mejores modelos de predicción (disminución y general), lo que puede indicar un alto riesgo de extinción local. Otros investigadores sugieren que, si se pierde más hábitat de conectividad, la población de urogallo cantábrico puede quedar dispersada en subpoblaciones aisladas demasiado pequeñas para garantizar su supervivencia a largo plazo. Un modelo demográfico basado en las poblaciones de los Alpes de Baviera sugiere un tamaño mínimo de población viable del orden de 500 aves Sin embargo, los datos genéticos muestran signos claros de reducción de la variabilidad en poblaciones con un número de individuos inferior a 1.000 aves, lo que indica que un mínimo demográfico de población inferior a 500 aves puede ser demasiado pequeño para mantener la variabilidad genética (Segelbacher et al. 2003, p. 1779). Las consecuencias genéticas de la fragmentación de los hábitats existentes para esta especie, se manifiestan en forma de disminución de la variabilidad genética, debido a un mayor aislamiento de las poblaciones (Segelbacher et al. 2003, p. 1779). Por lo tanto, el deterioro del hábitat y la fragmentación de origen antropogénico, no sólo conducen a la disminución del área de distribución, sino que también puede tener consecuencias genéticas significativas y, por tanto, consecuencias evolutivas en las poblaciones supervivientes (Segelbacher et al. 2003, p. 1779).

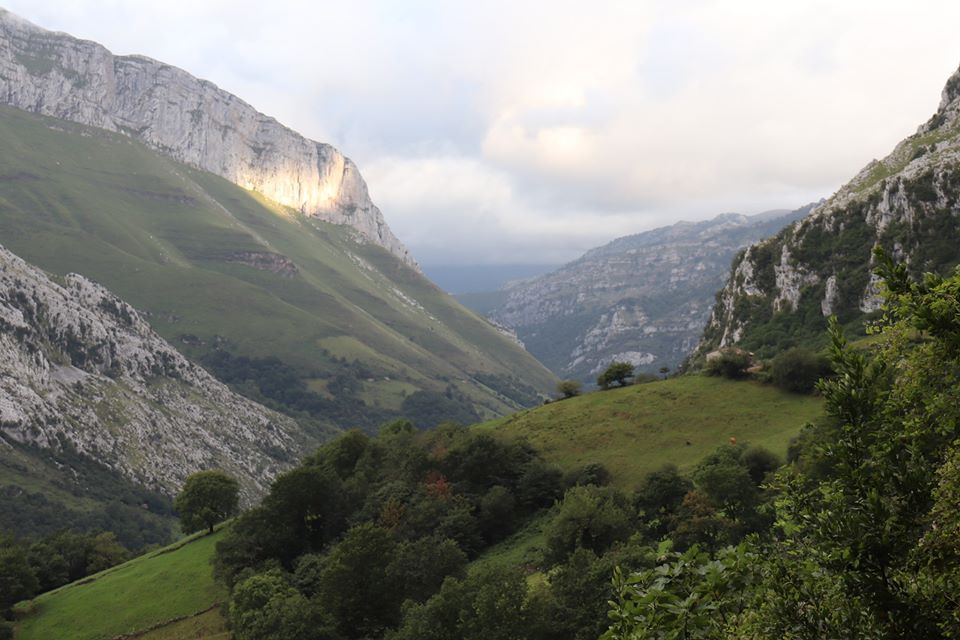
Cordillera Cantábrica

En conclusión, esta subespecie sigue disminuyendo en todo su rango de distribución actual, y que las subpoblaciones pueden estar aisladas unas de otras debido a la reducción y contracción del área de distribución tanto en la zona oriental como en la occidental, encontrándose abandonada la parte central del área de distribución de la subespecie en la vertiente sur de la cordillera Cantábrica (Pollo et al. 2005, p. 401). Algunas poblaciones restantes tienen un alto riesgo de extinción local (Quevedo et al. 2006a, p. 197). El abandono de la gestión de los recursos forestales desde los años 70 del siglo XX afecta negativamente a la estructura del bosque, lo que afecta a la calidad, cantidad y distribución del hábitat adecuado para esta subespecie, por densificación de las masas arbóreas. Además, la estructura de la matriz de hábitats situados entre parches de bosque es probable que afecte a la capacidad que los urogallos tienen para dispersarse entre las subpoblaciones. Por lo tanto la destrucción, la modificación o la reducción del hábitat en el área de distribución, es una amenaza para la existencia futura del urogallo cantábrico en todo su rango de presencia actual.
Recientemente se ha relacionado la disminución del urogallo en la cordillera Cantábrica con la desaparición en tiempos históricos por causas antrópicas de las formaciones forestales de coníferas, datos que se confirmarían con la ocupación en este rango cantábrico de repoblaciones forestales de coníferas.

## Conservación y amenazas
Se estima que la población, en 2022, de la subespecie cantábrica consta de algo menos de 300 individuos, un centenar menos que la subespecie pirenaica. Las estimaciones de población para las distintas subespecies de urogallo son generalmente calculadas mediante el conteo de machos en cantaderos (lugares tradicionales donde los machos se congregan durante la época de celo y donde entran en competencia por atraer a las hembras). Pollo et al. (2005, p. 397) estima una disminución de un 60 a 70 % en el número de machos presentes en los cantaderos de la vertiente sur de la cordillera, desde 1981. Esto es equivalente a un descenso medio del 3 % por año, o del 22 % durante los últimos 8 años. También hay evidencia de una disminución del 30 % en la ocupación de cantaderos en la vertiente norte del área de distribución entre 2000 y 2005 (Bañuelos y Quevedo, datos no publicados, según Storch et al. 2006, p. 654). Basado en datos recogidos entre 2000 y 2003 por Pollo et al. (2005, p. 401), estos autores concluyen que la distribución del urogallo cantábrico en la ladera sur de la cordillera Cantábrica se encuentra fragmentada en 13 pequeñas subpoblaciones: cuatro en la zona occidental y nueve en la oriental. Seis subpoblaciones (5 en la oriental y 1 en el occidente) contenían un único macho cantando, lo que indica una población muy pequeña, ya que la presencia de machos cantores tiene una correlación directa con las cifras de población. La superficie ocupada por el urogallo cantábrico en 1981-1982 cubría aproximadamente 2070 km² de la vertiente sur, 972 km² en el oeste y 1098 km² en el este. Entre 2000 y 2003, el área de ocupación se había reducido a 693 km², en concreto 413 km² en el oeste y 280 km² en el este. De esta forma, durante un período de 22 años, se ha producido una reducción del 66 % de las zonas ocupadas por esta subespecie en la ladera sur de la cordillera Cantábrica (Pollo et al. 2005, p. 401). Basándose en estos datos, la subpoblación en la porción oriental de la cordillera parece estar disminuyendo a un ritmo más rápido que la subpoblación en la parte occidental.
Aunque Storch, et al. 2006 (p. 653) señalan que el urogallo cantábrico cumple los criterios para ser clasificada como ”en peligro de extinción” en la Lista Roja de la UICN debido a la rápida disminución de la población, el tamaño pequeño de la población y la muy fragmentada distribución, en la actualidad no se encuentra clasificado como tal por la UICN. La subespecie está clasificada como ”En peligro de extinción” en España en el Catálogo Nacional de Especies Amenazadas. La especie no ha sido formalmente considerada para su inclusión en los Apéndices del Convenio CITES.

### Uso excesivo con fines comerciales, recreativos, científicos o educativos
En la actualidad la caza del urogallo cantábrico es ilegal en España, sin embargo, la caza furtiva se sigue produciendo (Storch 2000, p. 83; 2007, p. 96), si bien es anecdótica y de escasa importancia para el devenir de la especie en la cordillera Cantábrica. Debido a que esta especie se congrega en cantaderos, los individuos son un objetivo especialmente fácil, y la caza furtiva de urogallo es considerada común (Storch 2000, p. 15). Se desconoce cuál es la incidencia de esta caza sobre la subespecie, sin embargo, dado el escaso número de aves restantes y la reducción de la variabilidad genética ya evidente en los niveles de población actual, la pérdida de adultos reproductores podría tener un impacto sustancial sobre la subespecie. Por lo tanto, la utilización excesiva con fines recreativos es una amenaza para la existencia continuada del urogallo cantábrico en todo su rango de presencia. En los Pirineos existe una coexistencia de la especie con senderos, pistas forestales y vías de saca, por lo que se ha planteado que el factor determinante no es el uso recreativo moderado sino las especies forestales dominantes (preferiblemente coníferas) y sobremanera la estructura de la masa forestal.

### Enfermedades y depredación
Enfermedades y parásitos han sido propuestos como factores asociados al declive de poblaciones de otras especies de aves de la misma familia a la que pertenece el urogallo (Tetraonidae) (Obeso et al. 2000, p. 191). En un intento por determinar si los parásitos están contribuyendo a la disminución del urogallo cantábrico, estos investigadores recolectaron y analizaron muestras de heces en 1998 en varias localidades en toda el área de distribución de esta subespecie. La prevalencia de parásitos comunes (Eimeria sp. y Capillaria sp.) estuvo presente en el 58 y 25 % de las muestras recogidas, respectivamente. Sin embargo, la intensidad media de estos parásitos es muy baja en comparación con otras poblaciones de especies de aves de la familia Tetraonidae. Otros parásitos se encontraron en muy baja frecuencia. Los investigadores concluyeron que era poco probable que los parásitos intestinales estén causando el declive del urogallo cantábrico. Basándose en la información anterior, parece que las infestaciones de parásitos no son un factor significativo en la disminución de esta subespecie. No existe información específica que indique que la depredación constituya una amenaza para la especie. En resumen las enfermedades y la depredación no parecen ser serias amenazas a la supervivencia del urogallo cantábrico en toda su área de distribución.

### La insuficiencia de los mecanismos de regulación existentes
A pesar de que cumple con los criterios, el urogallo del Cantábrico no está clasificado como “en peligro de extinción” por la UICN. Tampoco se trata de una especie incluida en ningún apéndice de la Convención sobre el Comercio Internacional de Especies Amenazadas de Fauna y Flora Silvestres (CITES). Esta subespecie está actualmente catalogada como "En peligro de extinción” en España dentro del Catálogo Nacional de Especies Amenazadas, que ofrece una protección especial (por ejemplo, la regulación complementaria de las actividades en los bosques de su área de distribución, la regulación de caminos y carreteras en la zona, la eliminación de la caza furtiva y la protección de áreas importantes para los jóvenes). Aunque es clasificada como “En peligro de extinción”, como se mencionó anteriormente (véase el Factor B), la caza ilegal se sigue produciendo. La Unión Europea (UE), en la Directiva 92/43/CEE de Hábitat se refiere a la protección de los hábitat y especies en peligro de extinción a escala europea (Unión Europea 2008). Varios tipos de hábitats valiosos para el urogallo han sido incluidos en la presente Directiva, en concreto en el Apéndice I, Sección 9, Bosques. En la Directiva de Aves de la UE (79/407/EEC) el urogallo aparece en el anexo I, como especies a que será objeto de medidas especiales de conservación del hábitat para garantizar su supervivencia”. Según esta Directiva, se designará una red de zonas especiales de conservación (ZEPA) que comprendan hábitats adecuados para las especies del Anexo I. Esta red de ZEPA y otros sitios protegidos se denominan en conjunto como Red Natura 2000. Varios países en Europa, entre ellos España, están en el proceso de establecimiento de la red de ZEPA. Las diferentes poblaciones de urogallo cantábrico están en su mayoría dentro de espacios naturales y de espacios que forman parte de la Red Natura 2000. Esta subespecie presenta también una protección especial en virtud del Convenio de Berna (Convención sobre la Conservación de la Vida Silvestre y Hábitats Naturales; Tratados europeos Series/104; Consejo de Europa, 1979). El urogallo cantábrico está catalogado como estrictamente protegido” en el Apéndice II, que exige a los Estados miembros garantizar la conservación de los taxones incluidos y sus hábitats. Según este Convenio, la protección de las especies del Apéndice II incluye la prohibición de la captura deliberada, el mantenimiento y la muerte de las especies, el daño o la destrucción deliberada de lugares de cría, la perturbación deliberada durante la temporada de cría, la toma o destrucción deliberada de los huevos y la posesión o comercio de cualquier individuo de la especie. En noviembre de 2003, España aprobó la Ley de Montes, que aborda la conservación y mejora de los bosques y pastizales en España. Esta ley exige la elaboración de planes para la gestión de los recursos forestales, que han de incluir planes para la lucha contra los incendios forestales, establecimiento de zonas de riesgo basado en el riesgo de incendios, la formulación de un plan de defensa en cada zona de peligro establecido, la restauración obligatoria de la superficie quemada, y la prohibición de cambio de uso forestal de un área quemada en otros usos durante un período de 30 años. Además, esta ley ofrece incentivos económicos para la gestión sostenible de los bosques por los propietarios privados y entidades locales.
En conclusión, a pesar de los recientes avances en la protección de esta subespecie y de su hábitat a través de Directivas de la UE y la protección bajo la legislación española, la caza ilegal se sigue produciendo (Storch 2000, p. 83; 2007, p. 96). Además, es difícil localizar información sobre la eficacia de muchas de estas medidas en la reducción de amenazas para la especie. Por lo tanto, parece que los mecanismos de regulación existentes son insuficientes para aliviar las actuales amenazas que pesan sobre el urogallo cantábrico en todo su área de distribución.
Las medidas legales adoptadas hasta la fecha se han mostrado claramente insuficiente, principalmente debido a que la especie en ambientes cantábricos precisa, más allá de una protección estricta (recuérdese que en los Pirineos franceses es una especie cinégética), de una gestión activa del medio y en cierto modo artificializada en este rango de distribución, que mantenga masas abiertas con microhábitats favorables, algo que secularmente se ha conseguido con la fuerte extracción de madera, tanto de leñas como de cortas por floreo hechas por las comunidades rurales.

### Otros factores naturales o artificiales que afectan a la supervivencia de la especie
Suárez-Seoane y Rovés evaluaron el impacto potencial de las perturbaciones humanas en las poblaciones de un núcleo de urogallo cantábrico en diferentes Reservas Naturales. Ellos encontraron que las ubicaciones seleccionadas como cantaderos se encuentran en el centro de las grandes manchas de bosque y estaban menos expuestos a la perturbación humana. También encontraron que el urogallo cantábrico ha desaparecido de los cantaderos situados en las zonas de menor altitud y más cercanas a zonas pobladas, también de zonas habituales de caza y de zonas quemadas en repetidas ocasiones. Los incendios periódicos también han sido implicados como un factor en la disminución de la subespecie. Un promedio de 85.652 hectáreas de superficie forestal han ardido al año, durante el período entre 1995 y 2005 (Lloyd 2007a, p. 1). En promedio, el 80 % de todos los incendios en España son provocados intencionadamente por el hombre (Lloyd 2007a, p. 1). Suárez-Seoane y García-Rovés (2004, p. 405) encontraron que la estabilidad de las zonas de cría de urogallo cantábrico, a través de un período de 20 años, se debía principalmente a la baja recurrencia de incendios y a la escasez de zonas habitadas. Además, la especie evita las zonas que se queman de forma recurrente, porque las regiones pierden su capacidad para regenerarse y no puede producir el hábitat que la especie requiere (Suárez-Seoane y García-Rovés 2004, p. 406). No se conoce cuántas hectáreas de hábitat adecuado para el urogallo cantábrico son consumidas por el fuego cada año. Sin embargo, debido a que la especie requiere de una baja frecuencia de incendios, y que tanto la perturbación humana como la frecuencia de incendios es más probable que aumenten con la presencia humana, este factor podría ser una amenaza potencial para los hábitats y las aves en aquellas zonas donde existe una alta prevalencia de molestias y una elevada frecuencia de incendios.
En resumen, las perturbaciones ocasionadas por los seres humanos pueden provocar un impacto a estas aves. Los Espacios Naturales en España han registrado un aumento en el uso humano para el recreo y la caza. Como los núcleos de población humana se amplían y acercan a las zonas de hábitat ocupados por el urogallo, el aumento de la perturbación durante la reproducción, alimentación y refugio puede afectar al comportamiento de esta especie. Además, a medida que aumenta la presencia humana, la probabilidad de incendios y disturbios se incrementa. Uno o ambos de estos factores tienen un potencial de impacto sobre los individuos y su hábitat. Por lo tanto, podemos concluir que entre los factores naturales o artificiales que afectan a la supervivencia de la especie, en forma de incendios forestales y perturbaciones, son amenazas para la existencia continuada del urogallo cantábrico en todo su área de distribución.
Parece que poco a poco la especie va encontrando apoyos para su supervivencia, como el caso del Tribunal Superior de Justicia de Castilla y León, que ha evitado la instalación de aerogeneradores en la comarca de El Bierzo en un corredor natural entre dos bosques ocupados por la especie